# Zoot Sims

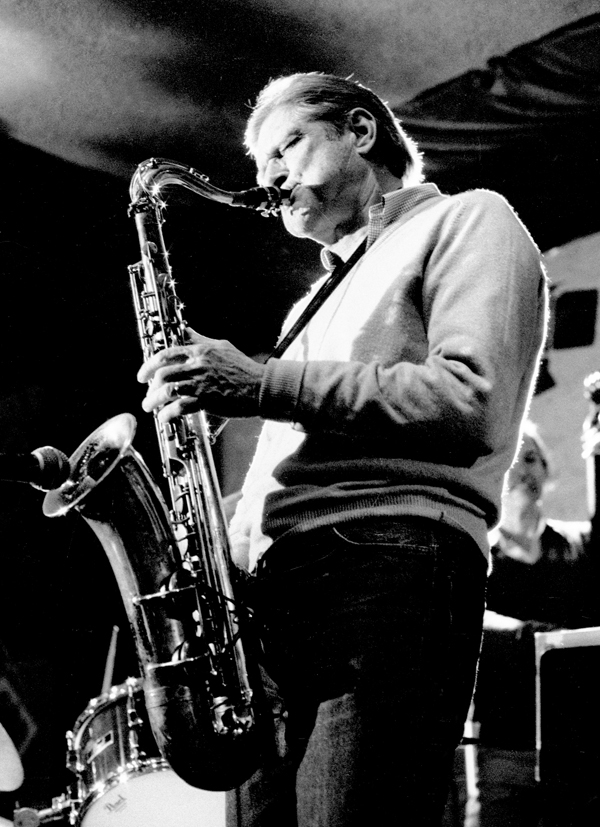
Zoot Sims "Keystone Korner" San Francisco 1983.

Zoot Sims (all'anagrafe John Haley Sims) (Inglewood, 29 ottobre 1925 – New York, 23 marzo 1985) è stato un sassofonista statunitense di musica jazz.

## Biografia
John Haley "Zoot" Sims nasce nel 1925 a Inglewood, California, da Kate Haley e John Sims, entrambi artisti di Vaudeville. Durante la sua lunga carriera collabora con tantii importanti musicisti jazz e, si esibisce come leader affiancato da Jimmy Rowles, Bucky Pizzarelli (chitarra), Milton Hinton (basso) e Buddy Rich (batteria). Cresciuto in una famiglia di artisti, è sempre stato orgoglioso di ricordare molti dei passi insegnatigli da suo padre, ballerino. 
Ancora giovanissimo, impara a suonare la batteria, poi il clarinetto e a 13 anni inizia a suonare il sassofono tenore: Lester Young, Ben Webster e Don Byas sono i suoi primi modelli. Inizia la sua carriera a soli sedici anni, nella formazione di Kenny Baker dove verrà soprannominato Zoot: "Quando si unì alla band di Kenny Baker come sassofonista tenore quindicenne, ogni leggio era abbellito con una parola senza senso. Quello dietro cui sedeva diceva 'Zoot'. Quello divenne il suo nome."  Nel 1943 entra nella big band di Benny Goodman per rimanervi pochi anni, ma nel 1946 torna per un breve periodo e continuerà a collaborare con Goodman fino alla fine degli anni '70. Nel 1944 Sims sostitusce Ben Webster nel quartetto di Sidney Catlett  e nel maggio dello stesso anno fa il suo debutto discografico in un sestetto guidato dal pianista Joe Bushkin (Commodore Records). l'anno successivo è invece nella sezione sax di Gene Roland a fianco di Herbie Stewart e dell'allora diciottenne Stan Getz. 
Dal 1944 al 1946 Sims presta servizio come caporale nell'aeronautica militare degli Stati Uniti. A guerra finita suona nelle big-band di Artie Shaw, Stan Kenton e Buddy Rich e in quella di Woody Herman con cui incide alcuni brani capitali e rimasti nella storia di questa musica. È uno dei Four Brothers (quattro sassofonisti tenori) nell'omonimo celeberrimo brano scritto ed arrangiato da Jimmy Giuffre. Dal 1954 al 1956 suona con il sestetto dell'amico Gerry Mulligan e, nei primi anni '60, con la Concert Jazz Band dello Mulligan, della quale è uno dei principali solisti. Dalla fine degli anni '50 fino alla fine della sua vita, Sims è stato prevalentemente un musicista freelance anche se lavorò frequentemente negli anni '60 e nei primi anni '70 con un gruppo co-diretto con Al Cohn. Negli anni '70 e '80, suona e registra anche con una manciata di altri partner musicali tra cui Bucky Pizzarelli, Joe Venuti e Jimmy Rowles . Nel 1975, inizia a registrare la sua collaborazione con Norman Granz e l'etichetta Pablo: Sims è presente in più di 20 album Pablo, principalmente come artista solista ma anche come musicista di supporto per Count Basie, Sarah Vaughan e Clark Terry. Tra il 1974 e il 1983, Sims registra sei album in quartetto con il pianista Jimmy Rowles, secondo Scott Yanow questa è una formazione particolarmente adatta a Sims che qui può esprimersi al suo meglio. L'ultima registrazione in studio di Sims fu una sessione in trio del novembre 1984 con il bassista Red Mitchell, registrata in Svezia e pubblicata nel 1985 dalla Sonet records. 
Zoot Sims muore di cancro ai polmoni il 23 marzo 1985 a New York.

## Discografia
- 1949-1952 - The Brothers (Prestige Records, PRLP 7022) con Stan Getz e Al Cohn, pubblicato nel 1956
- 1950-1954 - Good Old Zoot (New Jazz Records, NJLP 8280) pubblicato nel 1962
- 1950-1953 - First Recordings! (Prestige Records, PR 7817) pubblicato nel 1970
- 1950 - Brother in Swing (Inner City Records, IC 7005) pubblicato nel 1979
- 1950-1951 - Quartets (Prestige Records, PRLP 7026) pubblicato nel 1956
- 1952-1953 - Vol.3: 1952-1953 (Blue Moon Records, BMCD 1040) pubblicato su CD nel 1995
- 1953 - Zoot Goes to Town: Jazz Time Paris, Vol. 8 (Vogue Records, LD 170) pubblicato negli anni '60
- 1954-1959 - Choice (Pacific Jazz Records, PJ-20) pubblicato nel 1961
- 1955 - Nash-Ville (Zim Records, ZM 1008) con Dick Nash, pubblicato nel 1977
- 1956 - The Modern Art of Jazz (Dawn Records, DLP 1102)
- 1956 - Koo Koo (Status Records, ST 8309) con Jon Eardley e Phil Woods
- 1956 - From A to...Z (RCA Victor Records, LPM 1282) con Al Cohn
- 1956 - Tonite's Music Today (Storyville Records, SSLP 907) con Bob Brookmeyer
- 1956 - Whoo-eeee! (Storyville Records, SLP 914) con Bob Brookmeyer
- 1956 - Zoot Sims in Paris - 1956 (EMI France Records, 794 125-2) pubblicato su CD nel 1990
- 1956 - Live at Falcon Lair (Pablo Records, PACD 2310-977-2) con Joe Castro, pubblicato su CD nel 2004
- 1956 - Jutta Hipp with Zoot Sims (Blue Note Records, BLP 1530) con Jutta Hipp
- 1956 - Zoot Sims Goes to Jazzville (Dawn Records, DLP 1115) pubblicato nel 1957
- 1956 - Tenor Conclave (Prestige Records, PRLP 7074) con John Coltrane, Hank Mobley e Al Cohn, pubblicato nel 1957
- 1956 - Zoot (Argo Records, LP 608)
- 1956 - Plays Alto, Tenor and Baritone (ABC-Paramount Records, ABC 155) pubblicato nel 1957
- 1956 - Zoot! (Riverside Records, RLP 12-228) pubblicato nel 1957
- 1956-1957 - Live 1956 & 1957 (Jazz Band Records, EBCD 2124-2) Live con Stan Getz e Shelly Manne, pubblicato su CD nel 1995
- 1957 - Zoot Sims Plays 4 Altos (ABC Paramount Records, ABC 198)
- 1957 - The Four Brothers...Together Again! (Vik Records, LX 1096)
- 1957 - Al and Zoot (Coral Records, CRL 57171) con Al Cohn, pubblicato nel 1958
- 1957 - Locking Horns (Rama Records, RLP 1003) con Joe Newman
- 1958 - Stretching Out (United Artists Records, UAL 4023) con Bob Brookmeyer
- 1959 - Jazz Alive! A Night at the Half Note (United Artists Records, UAL 3047) con Al Cohn e Phil Woods
- 1959? - Happy Over Hoagy (Jass Records, L 2271) con Al Cohn, pubblicato nel 1987
- 1960 - You 'N Me (Mercury Records, MG 20606) con Al Cohn
- 1960 - Down Home (Bethlehem Records, BCP 6051) pubblicato nel 1961
- 1961 - Either Way (Zim Records, ZMS-2002) con Al Cohn e Cecil Collier, pubblicato nel 1976
- 1961 - Zoot at Ronnie Scott's (Fontana Records, TFL 5176) Live, pubblicato nel 1962
- 1961 - Solo for Zoot (Fontana Records, 680 982 TL) Live, pubblicato nel 1962
- 1962 - New Beat Bossa Nova Means the Samba Swings (Colpix Records, CP 435)
- 1962 - New Beat Bossa Nova Means the Samba Swings, Vol.2 (Colpix Records, CP 437) pubblicato nel 1963
- 1965 - Inter-Action (Cadet Records, LP 760) con Sonny Stitt, pubblicato nel 1966
- 1965 - Suitably Zoot (Pumpkin Records, 108) pubblicato nel 1979
- 1965 - Al and Zoot in London (World Record Club Records, TP 714) con Al Cohn, pubblicato nel 1966
- 1966 - Waiting Game (Impulse! Records, A 9131) pubblicato nel 1967
- 1968 - Easy as Pie: Live at the Left Bank (Label Records, M 495716) Live, con Al Cohn, pubblicato su CD nel 2000
- 1973 - Body and Soul (Muse Records, MR 5016) con Al Cohn
- 1973 - Zoot at Ease (Famous Door Records, HL 2000)
- 1973 - Joe and Zoot (Chiaroscuro Records, CR 128) con Joe Venuti, pubblicato nel 1974
- 1974 - Zoot Sims' Party (Choice Records, CRS 1006)
- 1974 - Nirvana (Groove Merchant Records, GM 533) con Bucky Pizzarelli e Buddy Rich
- 1974 - Strike Up the Band (Flying Dutchman Records, BDL 1-0829) con Bobby Hackett e Bucky Pizzarelli, pubblicato nel 1975
- 1974 - Dave McKenna Quartet Featuring Zoot Sims (Chiaroscuro Records, CR 136) pubblicato nel 1975
- 1974 - Motoring Along (Sonet Records, SNTF 684) con Al Cohn, pubblicato nel 1975
- 1975 - Basie & Zoot (Pablo Records, 2310-745) con Count Basie pubblicato nel 1976
- 1975 - Joe Venuti and Zoot Sims (Chiaroscuro, CR 142) con Joe Venuti
- 1975 - Zoot Sims and the Gershwin Brothers (Pablo Records, 2310-744)
- 1975 - The Tenor Giants Featuring Oscar Peterson (Pablo Records, PACD 2310-969-2) con Oscar Peterson e Eddie Davis, pubblicato su CD nel 2001
- 1976 - Soprano Sax (Pablo Records, 2310-770)
- 1976 - Zoot Sims and Friend (Classic Jazz Records, CJ 21)
- 1976 - Hawthorne Nights (Pablo Records, 2310-783) pubblicato nel 1977
- 1977 - If I'm Lucky (Pablo Records, 2310-803) con Jimmy Rowles, pubblicato nel 1978
- 1978 - For Lady Day (Pablo Records, 2310-942) pubblicato su CD nel 1990
- 1978 - Zoot Sims-Kenny Drew Quartet: Complete Live Recordings (Gambit Spain Records, 69286) con Kenny Drew, pubblicato nel 2008, doppio CD
- 1978 - Warm Tenor (Pablo Records, 2310-831) con Jimmy Rowles, pubblicato nel 1979
- 1978 - The Sweetest Sounds (Pablo Today Records, 2312-106) con Rune Gustafsson
- 1978 - Just Friends (Pablo Records, 2310-841) con Harry Sweets Edison
- 1979 - Mother! Mother!! - A Jazz Symphony Featuring Clark Terry and Zoot Sims (Pablo Today Records, 2312-115) con Clark Terry, pubblicato nel 1980
- 1979-1980 - Passion Flower: Zoot Sims Plays Duke Ellington (Pablo Today Records, 2312-120) pubblicato nel 1980
- 1979-1980 - The Swinger (Pablo Records, 2310-861) pubblicato nel 1981
- 1980 - Elegiac (Storyville Records, STCD 8238) con Bucky Pizzarelli, pubblicato su CD nel 1996
- 1980? - Live in Philly (32 Jazz Records, 32056) Live, pubblicato su CD nel 1998
- 1981 - I Wish I Were Twins (Pablo Records, 2310-868)
- 1981 - In a Mellow Tone (JLR 103.604) pubblicato in doppio CD nel 1996
- 1981 - Art 'N' Zoot (Pablo Records, PACD 2310-957-2) con Art Pepper, pubblicato su CD nel 1995
- 1982 - Blues for Two (Pablo Records, 2310-879) con Joe Pass, pubblicato nel 1983
- 1982 - The Innocent Years (Pablo Records, 2310-872)
- 1982 - Zoot Case (Gazell Records, GJCD 1021) Live con Al Cohn, pubblicato su CD nel 1991
- 1983 - On the Korner (Pablo Records, PACD 2310-953-2) Live, pubblicato su CD nel 1994
- 1983 - Suddenly It's Spring (Pablo Records, 2310-898) con Jimmy Rowles, pubblicato nel 1984
- 1984 - Zoot Sims Plays Johnny Mandel - Quietly, There (Pablo Records, 2310-903)
- 1984 - In a Sentimental Mood (Sonet Records, SNTF 932)[1] pubblicato nel 1985